# Glenoleon stigmatus
Glenoleon stigmatus är en insektsart som först beskrevs av Banks 1910.  Glenoleon stigmatus ingår i släktet Glenoleon och familjen myrlejonsländor. Inga underarter finns listade i Catalogue of Life.